# Eine französische Frau
Eine französische Frau ist ein Liebesdrama von Régis Wargnier aus dem Jahr 1995. Es entstand in deutsch-französisch-britischer Co-Produktion. In Frankreich lief der Film unter dem Titel Une femme française, in Großbritannien als A French Woman an.

## Handlung
Zufällig lernt Offizier Louis bei der Hochzeit seines Bruders die Schwester der Braut, Jeanne kennen. Die Hochzeit muss verschoben werden und findet bald darauf als Doppelhochzeit statt, bei der auch Louis und Jeanne heiraten. Kurz darauf bricht der Zweite Weltkrieg aus und Louis wird eingezogen. Er gerät in Kriegsgefangenschaft. Sein Kamerad Henri wird freigelassen und kehrt 1944 nach Nancy zurück, wo er Jeanne aufsucht. Er hat sich während der Gefangenschaft über Briefe und Fotos, die Jeanne an Louis schickte, in sie verliebt. Aus einem One-Night-Stand wird bald mehr und als Louis nach fünf Jahren nach Hause zurückkehrt, lebt Jeanne mit Henri zusammen. Er will sie freigeben, doch bittet Jeanne ihn, bei ihm bleiben zu dürfen, seien die anderen Männer doch nur ihr Trost in Zeiten großer Einsamkeit gewesen.
Jeanne wird schwanger und bekommt zwei Monate vor dem eigentlichen Termin Zwillinge. Auch wenn Louis an der Vaterschaft zweifelt, versucht Jeanne ihn davon zu überzeugen, dass die Kinder von ihm sind. Nach Ende des Zweiten Weltkriegs ziehen Louis und Jeanne mit ihren Kindern nach Berlin, wo Louis als Offizier der Forces Françaises à Berlin stationiert ist. Jeanne bekommt ihr drittes Kind, einen Jungen. Sie leben in einem Haus, dessen deutscher Vorbesitzer weiterhin in den unteren Räumen der Villa wohnt. Sein Sohn Mathias besucht ihn regelmäßig und verliebt sich in Jeanne. Sie weist ihn ab und zieht kurz darauf nach Nancy, als Louis für unbestimmte Zeit nach Französisch-Indochina geschickt wird. Eines Tages steht Mathias vor Jeannes Tür und beide beginnen eine leidenschaftliche Affäre. Sie will mit ihm und den Kindern fliehen, doch ihre Familie hindert sie daran: Ihre Schwester entzieht ihr die Kinder und Jeanne verzichtet darauf, allein mit Mathias zu gehen.
Im Jahr 1950 kehrt Louis aus dem Krieg zurück und wird von Jeanne am Flughafen abgeholt. Auf Bitten seiner Frau lässt er sich nicht zum nächsten Kriegseinsatz verpflichten, sondern geht mit ihr und den Kindern als Militärattaché nach Damaskus. Bei einer Besichtigungstour eröffnet Jeanne ihm, dass sie ihn verlassen werde. Sie hat sich für Mathias entschieden, der kurz darauf erscheint, um sie mit sich zu nehmen. Louis ist dem Zusammenbruch nahe, stürzt sich jedoch kurz darauf auf Mathias und schlägt ihn nieder. In der Folge versetzt er ihm zahlreiche Schläge. Jeanne, die befürchtet, dass Louis Mathias tötet, schlägt Louis mit einem Stein auf den Rücken, bis er zusammenbricht. Während Mathias nur oberflächliche Wunden davonträgt, muss Louis ins Krankenhaus eingeliefert werden. Jeannes Schläge waren so heftig, dass sie fast die Wirbelsäule beschädigt und zu einer Lähmung hätten führen können. Jeanne wird nach Frankreich zurückgeschickt. Nach einiger Zeit kommt auch Louis nach Frankreich. Er trennt sich von Jeanne und geht allein nach Damaskus zurück.
Einige Jahre später ist die Familie in Saint-Lunaire in der Bretagne vereint. Louis hat Fronturlaub und lässt Jeanne bald wieder auf unbestimmte Zeit allein. Der Erzähler berichtet, dass Jeanne weiterhin zahlreiche Liebhaber gehabt hat, wie auch Louis an zahlreichen Kriegen beteiligt war. Eines Tages habe Jeanne einen Zusammenbruch erlitten, habe immer häufiger Erstickungsanfälle gehabt und sei einen Monat später verstorben. Louis erhielt ihre Tasche, die sie zuletzt bei sich gehabt hat, und fand darin einen Zeitungsausschnitt, der den Tod von Mathias verkündete. Er glaubte, dass Jeanne an gebrochenem Herzen verstorben sei. Der Erzähler schließt, dass all dies schon lange vorbei sei, so sei Jeanne inzwischen 20 Jahre tot.

## Produktion
Eine französische Frau wurde vom 6. Juni bis 24. September 1994 auf Schloss Sanssouci in Potsdam sowie in Leipzig, Paris, Nancy, in der Bretagne und in Syrien gedreht. Die Produktionskosten beliefen sich auf rund 15 Millionen Dollar.
Der Film erlebte am 23. April 1995 in Paris seine Premiere und lief am 24. August 1995 in den deutschen Kinos an. In Frankreich sahen den Film rund 860.000 Kinobesucher. Der Film erschien am 3. Juni 1996 auf Video und wurde 2007 auf DVD veröffentlicht. Fernsehpremiere war am 22. Juli 1996 auf dem Sender Premiere.
Daniel Auteuil und Emmanuelle Béart, die auch privat ein Paar waren, trennten sich während der Dreharbeiten.

## Synchronisation
| Rolle   | Darsteller         | Synchronsprecher   |
| ------- | ------------------ | ------------------ |
| Louis   | Daniel Auteuil     | Gudo Hoegel        |
| Jeanne  | Emmanuelle Béart   | Susanne von Medvey |
| Arnoult | Jean-Claude Brialy | Klaus Jepsen       |

## Kritik
Der film-dienst kritisierte an Eine französische Frau, dass „die Motivation der Protagonisten nicht überzeugend vermittelt“ werde. Der Film sei „ein halbherziger Versuch über die Probleme von Einsamkeit und Treue, der Intensität allenfalls durch die präzisen schauspielerischen Leistungen erzielt.“ „Leidenschaft, Schmerz und Schmachten pur“, fasste Cinema den Film zusammen, während Prisma die Geschichte trivial nannte und die Hauptfiguren als unglaubwürdig bezeichnete. kino-zeit.de befand, dass Regisseur Régis Wargnier mit dem Film „sein enormes Talent für opulente melodramatische Bilderbögen vor historischem Hintergrund“ bewiesen habe; Eine französische Frau sei ein Film, an dem man sich nicht satt sehen könne.

## Auszeichnungen
Auf dem Internationalen Filmfestival Moskau gewann der Film drei Silberne St. Georgs: in den Kategorien Bester Regisseur (Régis Wargnier), Bester Hauptdarsteller (Gabriel Barylli) und Beste Hauptdarstellerin (Emmanuelle Béart).